# La Sablière
Osada La Sablière je symbolem soutěsky Gorges du Tarn. Bývalý klášter z 11. století je jednou z těch malých vesniček uzavřených mezi levým břehem řeky Tarnu a skalami náhorní plošiny Causse Méjean, které téměř upadly v zapomnění, když se po vybudování silnice na pravém břehu řeky její obyvatelé odstěhovali.
Bývalý klášter z 11. století byl ve 30. letech 20. století kompletně zrekonstruován. Je postaven na severním svahu náhorní plošiny Causse Méjean pod vyhlídkovým skalním útvarem Le Cinglegros a nabízí výhledy na soutěsku Gorges du Tarn. Nyní je možné přijet a navštívit vesničku, která je přístupná pouze lodí nebo pěšky po turistickém chodníku spojujícím vesnice Le Rozier a Les Vignes. Osada sestává z 11 domů.
Osadu využívá Sdružení "Essentielle", které nabízí v průběhu roku (od dubna do června a od září do listopadu) různé aktivity zaměřené na zvyšování povědomí a podporu environmentálního, kulturního a společenského povědomí. 